# Pirga mirabilis
Pirga mirabilis är en fjärilsart som beskrevs av Aurivillius 1891. Pirga mirabilis ingår i släktet Pirga och familjen tofsspinnare. Inga underarter finns listade i Catalogue of Life.